# Küdema lahe
Küdema lahe este o arie protejată (arie specială de conservare — SAC, sit de importanță comunitară — SCI, arie de protecție specială avifaunistică — SPA) din Estonia întinsă pe o suprafață de 4.501,8 ha, integral pe uscat.

## Localizare
Centrul sitului Küdema lahe este situat la coordonatele 58°31′54″N 22°15′52″E / 58.5318°N 22.2644°E.

## Înființare
Situl Küdema lahe a fost declarat sit de importanță comunitară în aprilie 2004 pentru a proteja 3 specii de plante și 13 specii de animale. Alte tipuri de protecție:
- arie de protecție specială avifaunistică (în aprilie 2004)[2]
- arie specială de conservare (în februarie 2011)[1][3][4]

## Biodiversitate
Situată în ecoregiunile boreală și marină baltică, aria protejată conține 19 habitate naturale: Bancuri de nisip acoperite în permanență slab de apă marină, Lagune de coastă, Golfuri mici largi și golfuri puțin adânci, Recifuri, Vegetație anuală la limita mareei, Vegetație perenă pe țărmurile stâncoase, Faleze cu vegetație de pe coastele atlantice și baltice, Insulițe și insule mici din Baltica boreală, Pășuni de coastă din Baltica boreală, Cursuri de apă de la nivel de câmpie la nivel montan, cu vegetație Ranunculion fluitantis și Callitricho-Batrachion, Formațiuni de Juniperus communis pe lande sau pajiști calcaroase, Alvar nordic și șisturi calcaroase precambriene, Pajiști cu Molinia pe soluri calcaroase, turboase sau argilos-nămoloase (Molinion caeruleae), Izvoare fino-scandinave și mlaștini produse de izvoare bogate în minerale, Mlaștini calcaroase cu Cladium mariscus și specii de Caricion davallianae, Mlaștini alcaline, Taiga vestică, Pășuni din zone de pădure fino-scandinave, Păduri caducifoliate de mlaștină fino-scandinave.
La baza desemnării sitului se află mai multe specii protejate:
- plante (3): Encalypta mutica, moșișoare (Liparis loeselii), Rhinanthus osiliensis
- păsări (12): rață sulițar (Anas acuta), gâscă cenușie (Anser anser), Branta leucopsis, Bucephala clangula, Cygnus columbianus bewickii, lebădă de vară (Cygnus olor), cocor (Grus grus), ferestrașul mare (Mergus merganser), Mergus serrator, corcodel-cu-gât-roșu (Podiceps grisegena), Polysticta stelleri, eider (Somateria mollissima)
- pești (1): Lampetra fluviatilis

Pe lângă speciile protejate, pe teritoriul sitului au mai fost identificate 5 specii de păsări, 1 specie de amfibieni.